# Anoploscelus lesserti
Espèce
Anoploscelus lesserti est une espèce d'araignées mygalomorphes de la famille des Theraphosidae.

## Distribution
Cette espèce se rencontre au Rwanda et au Burundi.

## Description
La carapace de la femelle holotype mesure 23,5 mm de long sur 21 mm.

## Systématique et taxinomie
Cette espèce a été décrite par Laurent en 1946. Elle est placée dans le genre Phoneyusa par Raven en 1985 puis dans le genre Anoploscelus par Smith en 1990.

## Étymologie
Cette espèce est nommée en l'honneur de Roger de Lessert (1878-1945).

## Publication originale
- Laurent, 1946 : « Notes arachnologiques africaines II.-Sur quelques théraphosides du Congo Belge (Ischnocolinae, Eumenophorinae, Selenocosmiinae). » Revue de Zoologie et de Botanique Africaines, vol. 39, no 4, p. 293-326.